# Неприлагођена
Неприлагођена (енгл. Girl, Interrupted) америчка је психолошка драма из 1999. године. Режију потписује Џејмс Менголд, по сценарију који је написао са Лизом Лумер и Аном Хамилтон Фелан. Темељи се на истоименим мемоарима Сузане Кејсен. Главне улоге тумаче Винона Рајдер и Анџелина Џоли, а прати младу жену која 18 месеци проводи у психијатријској болници након покушаја самоубиства.
Упркос помешаним рецензијама критичара, Рајдерова и Џолијева су добиле похвале за своју глуму. Џолијева је такође освојила Оскара за најбољу глумицу у споредној улози, Златни глобус за најбољу споредну глумицу у играном филму и награду Удружења филмских глумаца за најбољу глумицу у споредној улози.

## Радња
Године 1967, 17-годишња Сузана Кајсен (Винона Рајдер) наликује многим тинејџерима: збуњена је, несигурна и покушава да схвати свет око себе који се толико брзо мења. Међутим, психијатар којег упознаје, захваљујући љубазности својих родитеља, њено понашање назива граничним поремећајем личности и шаље је у болницу Клејмор.
Сузана се тамо придружује свету пуном ексцентричних младих жена, међу којима је и социопата Лиса (Анџелина Џоли), размажена татина девојчица Дејзи (Британи Марфи) и жртва пожара Поли (Елизабет Мос). Под руководством прагматичне медицинске сестре Валери (Вупи Голдберг) и главне болничке психотерапеуткиње др Вик (Ванеса Редгрејв), Сузана мора да бира између света оних којима је место у тој установи и често суровог света реалности ван ње.

## Улоге
| Глумац            | Улога           |
| ----------------- | --------------- |
| Винона Рајдер     | Сузана Кејсен   |
| Анџелина Џоли     | Лиса Роу        |
| Кли Дувал         | Џорџина Тускин  |
| Британи Марфи     | Дејзи Рандон    |
| Елизабет Мос      | Поли Кларк      |
| Џаред Лето        | Тобајас Џејкобс |
| Џефри Тамбор      | др Мелвин Потс  |
| Травис Фајн       | Џон             |
| Џилијан Арменанте | Синтија Кроули  |
| Анџела Бетис      | Џенет Вебер     |
| Ванеса Редгрејв   | др Сонја Вик    |
| Вупи Голдберг     | Валери Овенс    |